# Schreiber Foods
Schreiber Foods Inc. ist ein US-amerikanisches Molkereiunternehmen, das Käse, Schmelzkäse, Frischkäse und Joghurt produziert und vertreibt. Es ist ein mitarbeitereigenes Molkereiunternehmen mit Hauptsitz in Green Bay, Wisconsin. Mit einem Jahresumsatz von mehr als 5 Milliarden US-Dollar und ca. 8000 Mitarbeitern gehört es zu den größten Molkereibetrieben der USA.

## Geschichte
Schreiber Foods wurde 1945 gegründet, als L.D. Schreiber in Partnerschaft mit Merlin G. Bush und Daniel D. Nusbaum die L.D. Schreiber Cheese Company mit ihrem ursprünglichen Werk in Green Bay, Wisconsin, gründete. Im Jahr 1950 eröffnete Schreiber Foods eine zweite Käserei in Carthage, Missouri. Im Jahr 1962 verkaufte Schreiber den Käsebetrieb an 13 Mitarbeiter. In den 1970er Jahren fügte Schreiber zwei weitere Werke in Logan, Utah, und Monett, Missouri, hinzu. Als das Unternehmen begann, in andere Produkte als Käse zu expandieren, änderte die L.D. Schreiber Company 1980 ihren Namen in Schreiber Foods Inc. Im Jahr 1999 schuf Schreiber einen Employee Stock Ownership Plan (ESOP) und übertrug das Eigentum am Unternehmen an alle Mitarbeiter oder Partner. Im Jahr 2000 kaufte Schreiber das Werk von Beatrice Foods in Waukesha, Wisconsin. Es schloss dieses Werk mit 170 Mitarbeitern im Jahr 2002. Im Jahr 2000 kaufte Schreiber Pinnacle Cheese in Pittsburgh, Pennsylvania, auf. Es schloss das Werk mit 100 Mitarbeitern im Jahr 2003. Schreiber kaufte Raskas Foods in St. Louis, Missouri, im Jahr 2002. Das Werk in St. Louis, das 220 Mitarbeiter beschäftigte, wurde 2005 geschlossen, während Werke in Texas und Pennsylvania erhalten blieben. Bis Ende 2000 kamen sechs weitere Betriebe in Missouri, Arizona und Wisconsin hinzu. Seitdem wurde das Unternehmen um inländische Werke in Pennsylvania, Texas, Kalifornien und Utah erweitert, zusätzlich zu internationalen Betrieben in Österreich, Brasilien, Frankreich, Deutschland, Indien, Mexiko, Portugal, Spanien, Bulgarien, der Tschechischen Republik und der Slowakei.